# Viola triflabellata
Viola triflabellata är en violväxtart som beskrevs av Wilhelm Becker. Viola triflabellata ingår i släktet violer, och familjen violväxter. Inga underarter finns listade i Catalogue of Life.